# Bronx Park
Bronx Park je veřejný park při řece Bronx v Bronxu v New Yorku ve státě New York. Park hraničí s ulicemi Southern Boulevard na západě, Webster Avenue na severozápadě, s Burke Avenue na severu, Bronx Park East na východě a se 180 Street na jihu. Vzhledem k rozloze téměř 3 km čtverečních je osmým největším parkem v New Yorku.
Byl založen na konci 80. let 19. století a nachází se v něm Newyorská botanická zahrada a zoologická zahrada Bronx Zoo, které zabírají značnou plochu jeho severní a jižní části. Silnice Fordham Road, která park protíná, vede východozápadním směrem mezi zoo a botanickou zahradou, Bronx River Parkway naproti tomu směrem severojižním, poblíž východního okraje parku.

## Založení parku
Pozemky pro Bronx Park byly získány z prostředků schválených zákonem o nových parcích z roku 1884, který měl za cíl zachovat pozemky, které se měly brzy stát součástí New Yorku. Velká část půdy kdysi patřila Fordham University, která půdu věnovala pod podmínkou, že tam bude zřízena zoologická a botanická zahrada.
Původních 2,6 kilometrů čtverečních byly získány v letech 1888–1889, nejsevernější kilometr čtvereční v roce 1891 a další plochy v letech 1897 a 1906.

## Zoo a botanická zahrada
Značnou část parku zabírá Zoo Bronx a Newyorská botanická zahrada, což jsou soukromé subjekty. Bronx Park s rozlohou 291 ha  je třetí největší park v Bronxu a osmý největší v New Yorku.
Newyorská botanická zahrada se nachází na severní straně parku Bronx, západně od dálnice Bronx River Parkway. Byla založena Newyorskou botanickou společností v roce 1891. Pokrývá celkem 250 akrů, pěstuje více než milion rostlin, dále zde mají knihovnu a skleník Enida A. Haupta. Od roku 1967 je tato botanická zahrada národní kulturní památkou.

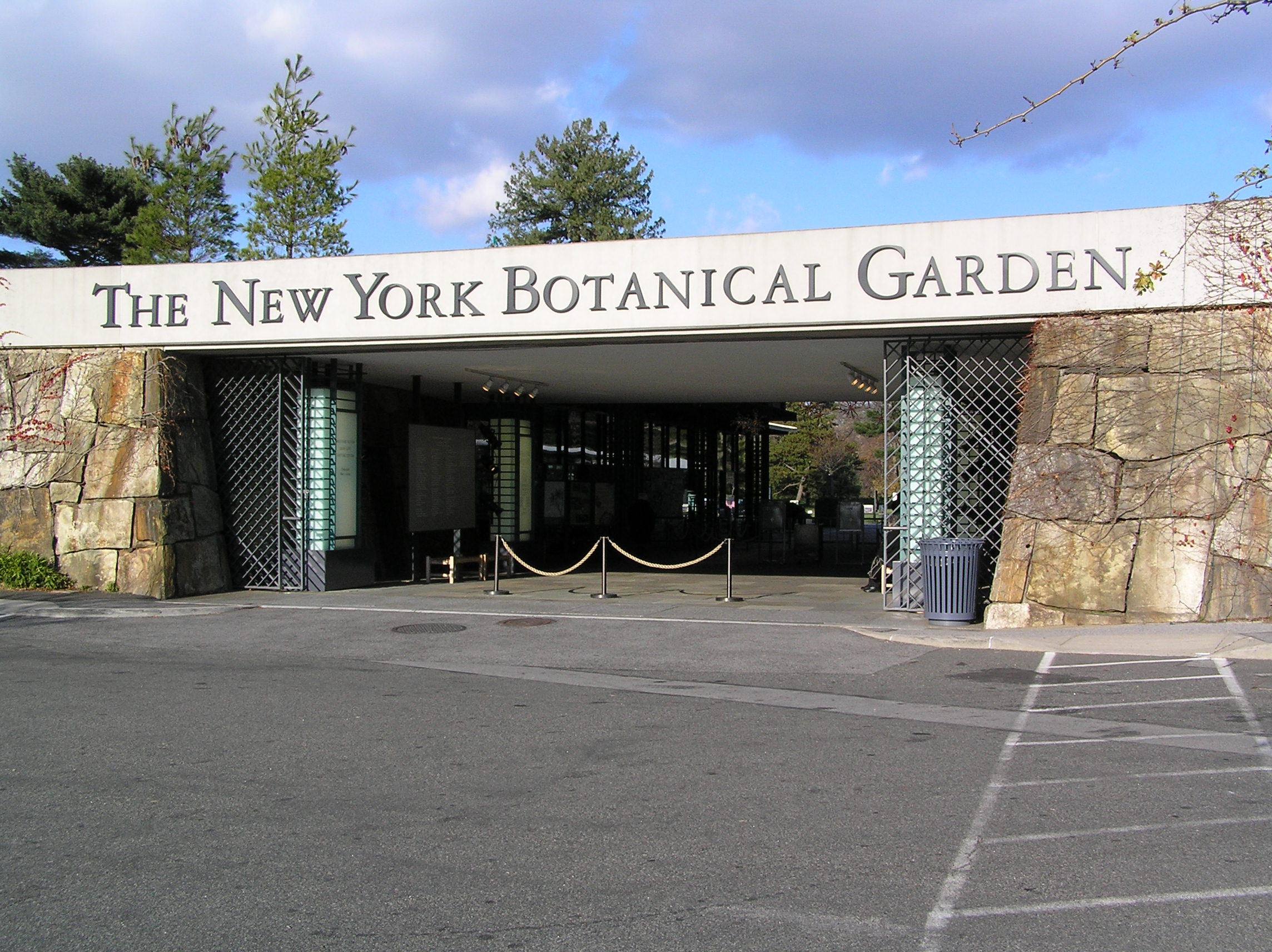
Newyorská botanická zahrada

Zoo Bronx se nachází na jižní straně parku Bronx. Bylo založeno Newyorskou zoologickou společností a otevřeno 8. listopadu 1899. S plochou 107 ha se řadí k největším městským zoologickým zahradám v USA. Chová přibližně 4 000 kusů zvířat 600 druhů.

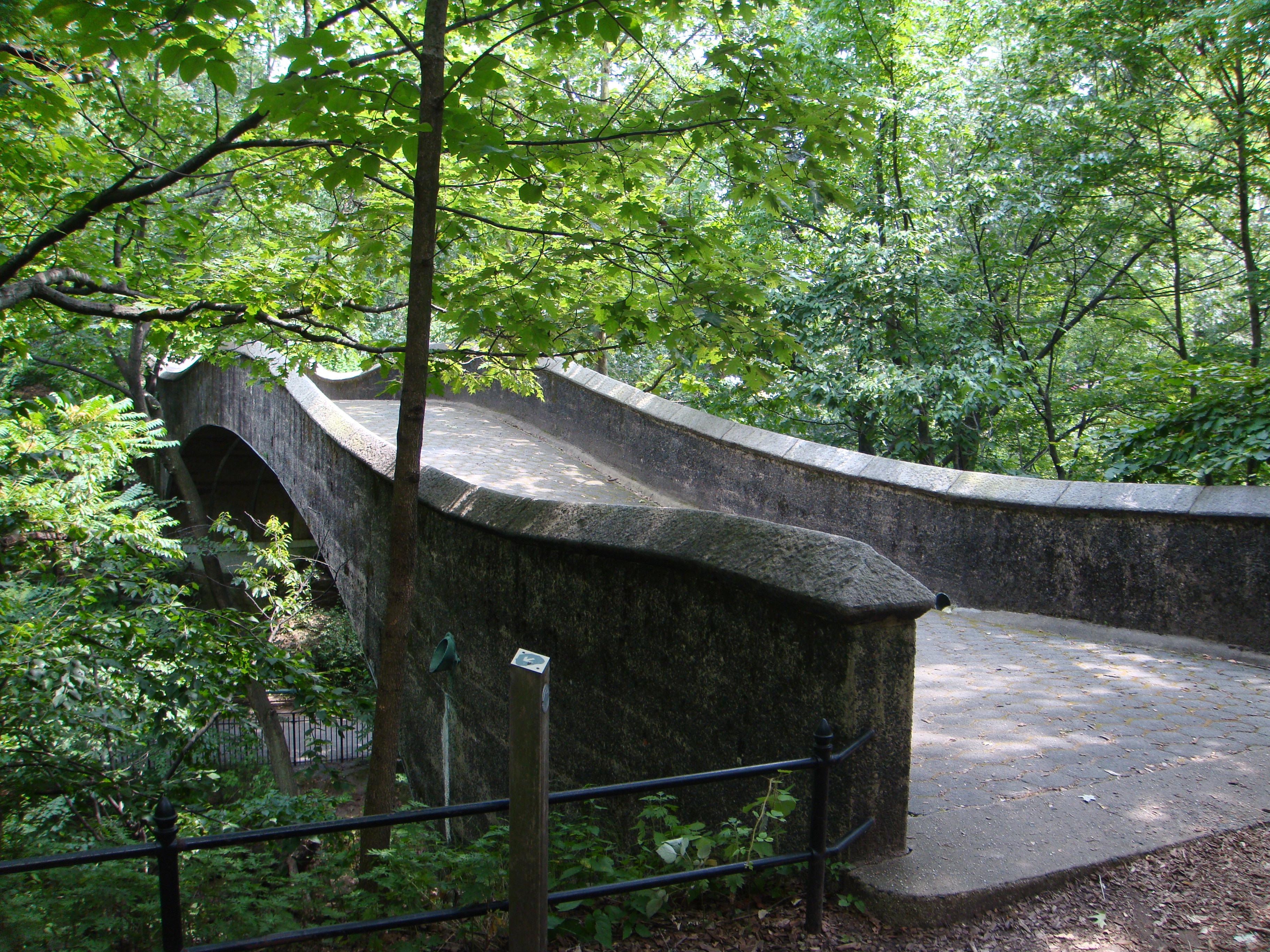
Most v Bronx Zoo

Ve východní části parku Bronx je několik rekreačních zařízení. Lze tam hrát např. baseball, basketbal, fotbal, házenou, fotbal a tenis. K dispozici jsou mimo jiné turistické stezky, dětská hřiště, skate park a sprchy. V parku jsou také tři cyklostezky; nejdelší je ta severojižní, při Bronx River Parkway, ale vedou též severozápadním směrem podél Moslalské dálnice a na východě podél Pelhamské dálnice.
Severní část parku Bronx je přírodní rezervací Forever Wild. Zabírá plochu 14 ha a je bezzásahová. Tvoří ji převážně lužní les s jedlovcem kanadským. Je známá zejména výskytem bezobratlých, ryb a ptáků. Lesy prochází několik turistických stezek. Tento les je pokládán za jediný v New Yorku, který nebyl nikdy vykácen. Bronx Skate Park se nachází nedaleko na Bronx Park East mezi Allerton Avenue a Britton Street, poblíž severovýchodního rohu Bronx Park. K severní části parku Bronx přiléhají dvě další hřiště.

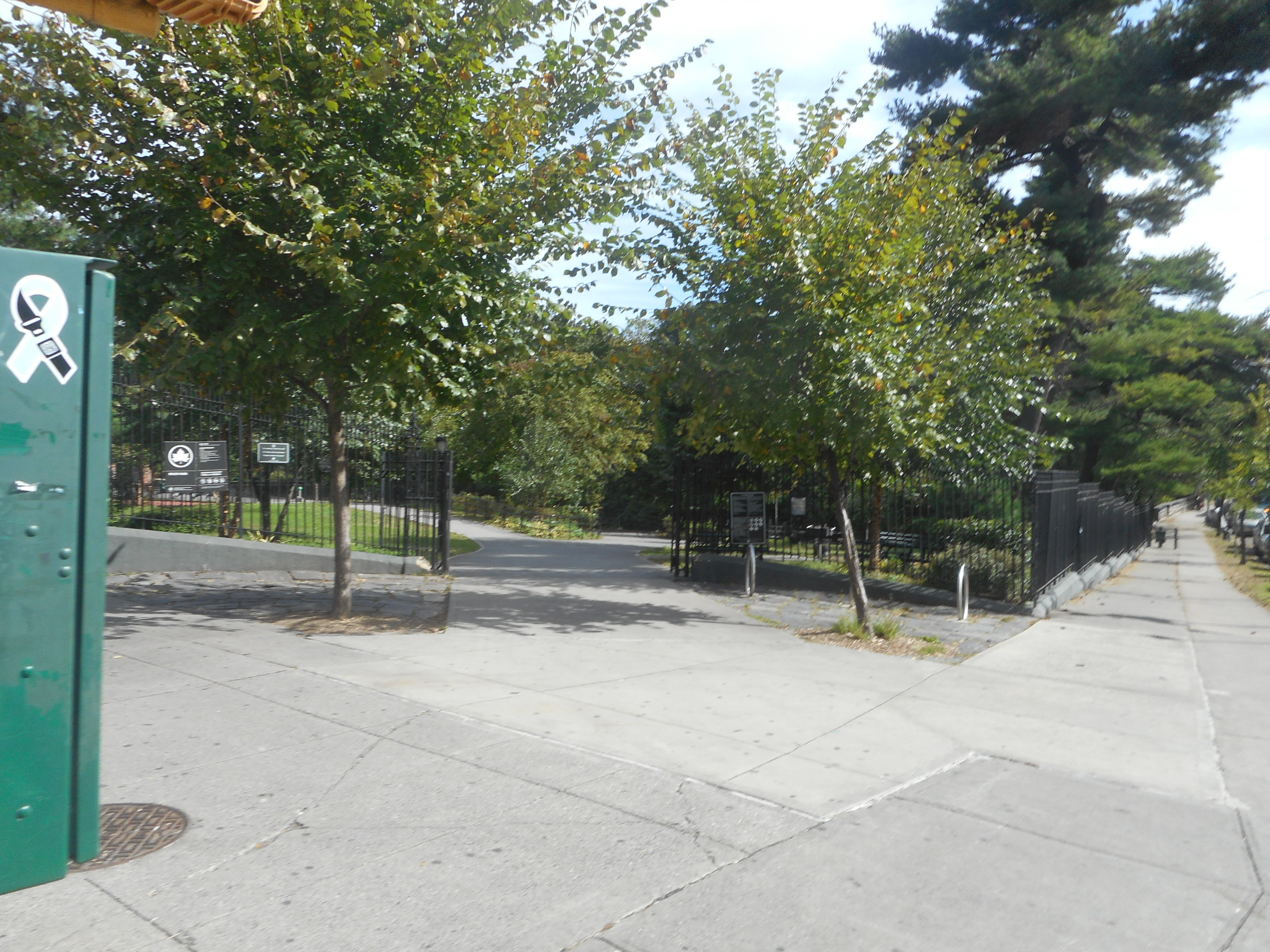
Vstup do River Parku

V jihozápadní části parku je River Park, malý park a hřiště, odkud se otevírá výhled na řeku Bronx jižně od zoo.

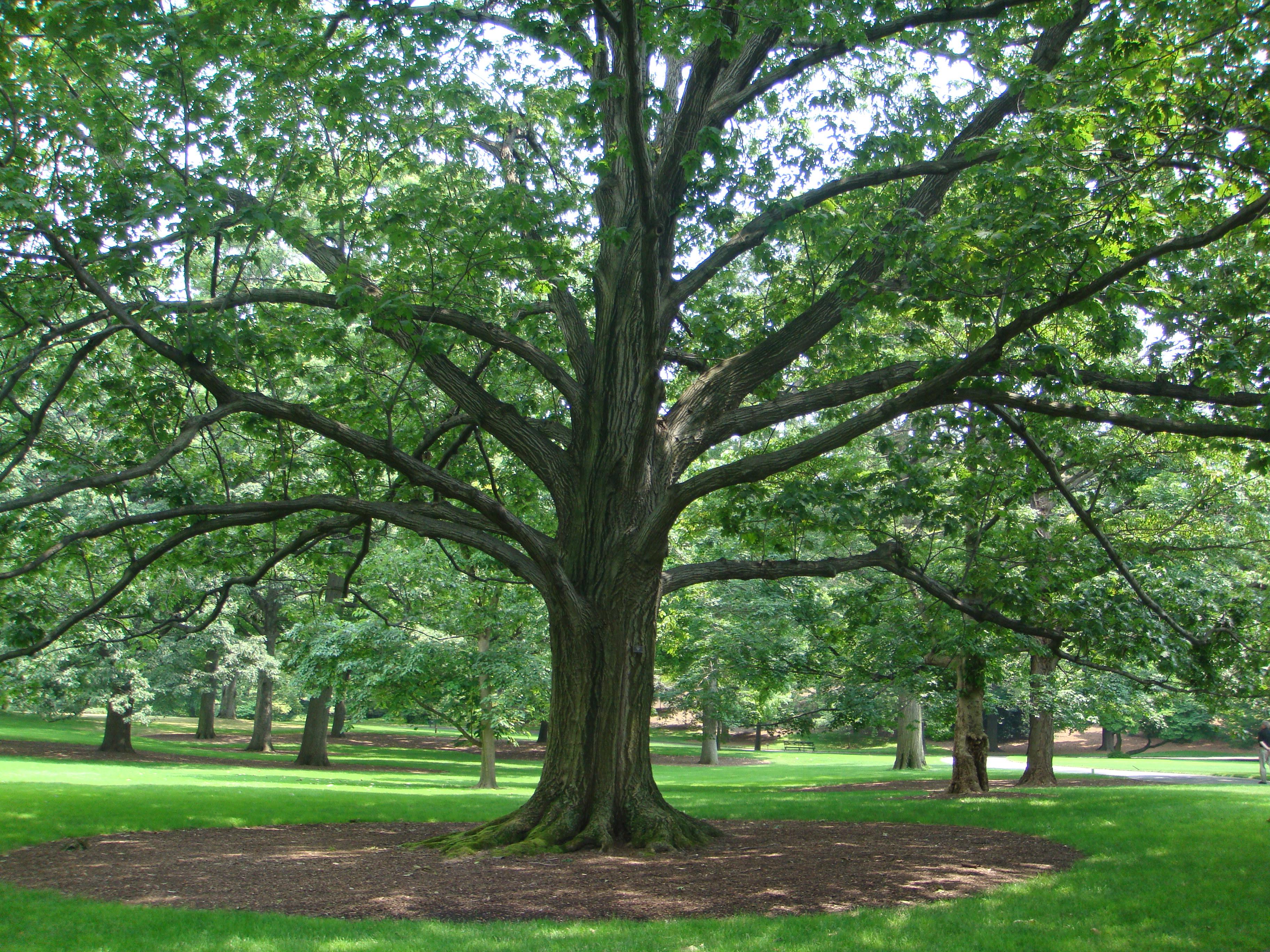
Strom ve zdejším parku

## Vodní toky

### Řeka
Hlavním vodním tokem v Bronx Parku je přes tři kilometry dlouhá řeka Bronx, která teče k East River. Jde z velké části o přírodní vodní tok. Hostí pestrý ekosystém s bažinou a lužním lesem z červených javorů. Má v parku řadu přítoků z botanické zahrady i ze zoo. Bývala silně znečištěná, což se podařilo změnit na konci 20. století díky úsilí Aliance řeky Bronx. Mitsubishi Riverwalk, bezplatná veřejná stezka podél řeky Bronx, otevřená v roce 2004, vede podél východního břehu řeky přes parkoviště Bronx Zoo.

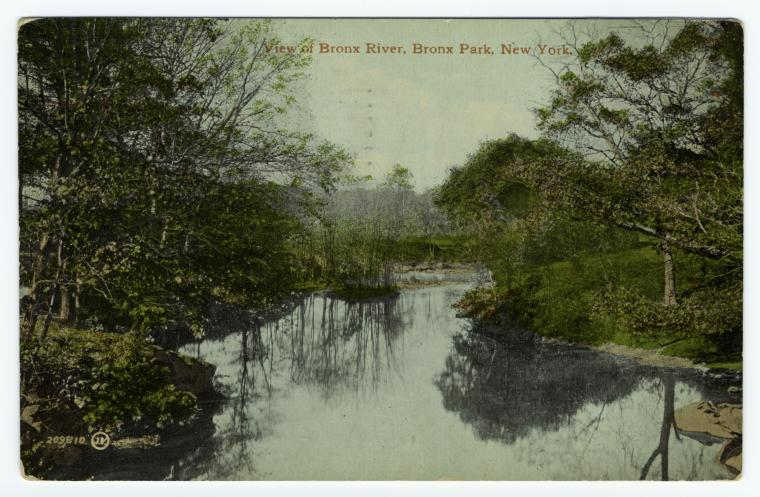
Pohled na řeku Bronx v Bronx Parku, New York

V Bronx Parku jsou tři vodopády. První je kaskáda poblíž mlýna Lorillard Snuff Mill. Na jih od ní je vodopád z růžové žuly o výšce téměř 4 m, který se nachází několik kroků proti proudu od vchodu do zoo. Malý ostrov dělí vodopád na dvě části. U třetího vodopádu je přehrada s rybím přechodem.

### Jezera
V Bronx Parku jsou dvě velká jezera. Jižně od Fordham Road se řeka rozšiřuje v jezero Agassiz, do něhož dodávají vodu dva potoky v zoo. Na začátku 20. století mělo plochu 2,4 ha, ale v roce 1971 bylo o víc než 1 hektar zmenšeno, aby mohla být vytvořena "prérie" pro bizony ve zdejším zoo.
Jižně od jezera Agassiz se nachází větší, desetihektarové jezero, Bronx Lake; táhne se přes zoo v délce 1,6 km.  :s.39 Dříve se na něm jezdilo na lodičkách a v roce 1912 článek v New York Times uvedl, že v roce 1911 se po jezeře plavilo více než 46 000 lidí. U jezera bývala loděnice, ale v 50. letech 20. století ji zbořili.
Kromě toho se tam nachází několik rybníků, které nejsou spojeny s touto řekou. Jezero Cope, v blízkosti vchodu do Fordham Road do Zoo Bronx, je navzdory svému názvu ve skutečnosti rybník a je starší než zoo. V polovině 20. století na něm žili pelikáni, v 90. letech je však odstěhovali do zoo.
Další rybník, Twin Lake, se nachází v severní části parku Bronx, vedle laboratoře Pfizer v botanické zahradě. Rybník, dříve veřejný prostor, se stal součástí botanické zahrady.

## Název Bronx
Bronx Park, okolní čtvrť i řeka, která jí protéká, se jmenují podle švédského námořního kapitána ze 17. století. Jonas Bronck nebo Bronk (1600-1643) právě zde koupil půdu, usadil se na ní a obchodoval s indiány.